# Airarate

Armênia em 150. Airarate situa-se mais ao centro

Airarate (em armênio: Այրարատ; romaniz.: Ayrarat) foi antiga província do Reino da Armênia segundo o geógrafo armênio do século VII Ananias de Siracena. Abrangia regiões hoje pertencentes à Turquia e Armênia, incluindo as cidades de Artaxata, Valarsapate e Dúbio. Acredita-se que o topônimo Airarate seja o equivalente em armênio do topônimo Urartu (em armênio: Արարատ; romaniz.: Ararate).

## Distritos
A província era constituída por 22 gavares (cantões ou distritos):
- Bassiana (Բասեն, Basean / Basēn);
- Gabélia (Գաբեղեանք, Gabełeank’);
- Abélia (Աբեղեանք, Abełeank’);
- Havenúnia (Հավնունիք, Hawnunik’);
- Arsarúnia (Արշարունիք, Aršarunik’);
- Bagrauandena (Բագրևանդ, Bagrewand);
- Zalcota (Ծաղկոտն, Całkotn);
- Vananda (Վանանդ, Vanand);
- Siracena (Շիրակ, Širak);
- Aragazócia (Արագածոտն, Aragac’otn);
- Chacate (Ճակատք, Čakatk’);
- Masiazócia (Մասյացոտն, Maseac’otn);
- Cogovita (Կոգովիտ, Kogovit);
- Asócia (Աշոցք, Ašoc’k’);
- Niga (Նիգ, Nig);
- Cotaia (Կոտայք, Kotayk’);
- Mazaz (Մազազ);
- Varasnúnia (Վարաժնունիք, Varažnunik’);
- Ostana (Ոստան Հայոց, Ostan Hayoc’);
- Ursazor (Ուրծաձոր, Urcajor);
- Arase (Արած, Arac);
- Planície de Xarur (Շարուր Դաշտ, Šarur Dašt).